# Béla Miklós Szőke
Béla Miklós Szőke (Győr, 13 febbraio 1950) è un archeologo e storico ungherese e membro dell'Accademia ungherese delle scienze.

## Biografia
Nel 1970 ha frequentato per sei mesi all'estero l'Università statale di Mosca, mentre nel 1973 si è laureato in archeologia e storia all'Università Loránd Eötvös. Dal 1976 è divenuto dottore in archeologia, mentre dal 1993 ha ricoperto una cattedra in scienze archeologiche e, dal 2013, è professore di ruolo.
Dal 1973 al 2012 è stato ricercatore senior presso l'Istituto di archeologia dell'Accademia delle scienze ungherese. I suoi interessi di ricerca comprendono il periodo delle invasioni barbariche, l'Alto Medioevo, il periodo carolingio e quello degli Arpadi. È caporedattore della rivista professionale Antaeus.

## Opere
- 1987 - Pusztaszentlászló Árpád-kori temetője, Budapest. (coautore Vándor L.)

- 1994 - A népvándorlás kor és a korai középkor története Nagykanizsán és környékén, In: Nagykanizsa, Nagykanizsa, pp. 143-210.

- 1994 - Awaren und Slawen in Südwest-Ungarn, Straubing.

- 1996 - Archäologie und Siedlungsgeschichte im Hahóter Becken, Südwest-Ungarn, Von der Völkerwanderungszeit bis zum Mittelalter, Antaeus, 23.

- 2008 - Der Cundpald Kelch. Wege und Umwege in der Forschung, Acta Arch. Hung. 59, pp. 347-366.

- 2012 - Pannónia a Karoling-korban.

- 2014 - The Carolingian Age in the Carpathian Basin.

- Mosaburg / Zalavár a Karoling-korban